# Вилшир (Охајо)
Вилшир (енгл. Willshire) град је у америчкој савезној држави Охајо.

## Демографија
По попису из 2010. године број становника је 397, што је 66 (-14,3%) становника мање него 2000. године.
| Група             | 2000.       | 2010.       |
| Белци             | 456 (98,5%) | 387 (97,5%) |
| Афроамериканци    | 0 (0,0%)    | 4 (1,0%)    |
| Азијати           | 1 (0,2%)    | 0 (0,0%)    |
| Хиспаноамериканци | 3 (0,6%)    | 3 (0,8%)    |
| Укупно            | 463         | 397         |